# Ryan Stone
Ryan Stone (né le 20 mars 1985 à Calgary au Canada) est un joueur professionnel de hockey sur glace.

## Carrière
Il commence sa carrière en jouant en 2000 pour l'équipe de sa ville des North Stars dans l'Alberta "AAA" Midget Hockey League, ligue de hockey junior de l'Alberta. Lors de cette première année, il se fait remarquer en jouant le Match des étoiles de la ligue. Il rejoint par la suite à l'issue de la saison les Wheat Kings de Brandon de la Ligue de hockey de l'Ouest en étant le deuxième choix de l'équipe lors du repêchage junior de 2001.
Lors de sa première saison avec les Wheats Kings, l'équipe finit à la première place de la ligue mais perd finalement en finale d'association lors des séries éliminatoires. En 2003, il participe au repêchage d'entrée dans la Ligue nationale de hockey. Il est alors choisi lors de la deuxième ronde par les Penguins de Pittsburgh et constitue le 23e joueur choisi, le deuxième par les Penguins derrière Marc-André Fleury premier. Malgré tout, il reste jouer encore deux saisons avec l'équipe de la LHOu avant de signer son premier contrat professionnel. Lors de la saison 2004-2005 de la LHOu, il finit deuxième meilleur pointeur de la ligue derrière son coéquipier Eric Fehr. Stone totalise alors 99 points contre 111 pour Fehr. Lors de cette dernière saison dans la ligue junior, il est choisi dans l'équipe type de la saison pour l'association de l'Est.
Il signe en 2005 son premier contrat professionnel avec les Penguins de Pittsburgh mais il est alors affecté à l'équipe de la Ligue américaine de hockey affiliée à Pittsburgh : les Penguins de Wilkes-Barre/Scranton. Il passe deux saisons avec l'équipe de la LAH avant d'être appelé au cours de la saison 2007-2008 pour renforcer l'équipe des Penguins de Pittsburgh. Le 17 janvier 2009, alors que les Penguins connaissant une très mauvaise passe, il est échangé en compagnie de Dany Sabourin et un choix de quatrième ronde au repêchage d'entrée de 2011 en retour du gardien des Oilers d'Edmonton, Mathieu Garon.
Le 6 juillet 2010, il signe en tant qu'agent libre avec les Flames de Calgary.
Il prend sa retraite à la fin de la saison 2011-2012.

## Statistiques
| Saison     | Équipe                 | Ligue      |    | Saison régulière | Saison régulière | Saison régulière | Saison régulière | Saison régulière |   | Séries éliminatoires | Séries éliminatoires | Séries éliminatoires | Séries éliminatoires | Séries éliminatoires |
| Saison     | Équipe                 | Ligue      | PJ | B                | A                | Pts              | Pun              | PJ               | B | A                    | Pts                  | Pun                  |                      |                      |
| 2000-2001  | North Stars de Calgary | AMHL       | 34 | 37               | 28               | 55               | 90               | -                | - | -                    | -                    | -                    |                      |                      |
| 2001-2002  | Wheat Kings de Brandon | LHOu       | 65 | 11               | 27               | 38               | 128              | 19               | 0 | 3                    | 3                    | 39                   |                      |                      |
| 2002-2003  | Wheat Kings de Brandon | LHOu       | 54 | 14               | 31               | 45               | 158              | 12               | 4 | 2                    | 6                    | 20                   |                      |                      |
| 2003-2004  | Wheat Kings de Brandon | LHOu       | 50 | 20               | 38               | 58               | 125              | 11               | 1 | 3                    | 4                    | 24                   |                      |                      |
| 2004-2005  | Wheat Kings de Brandon | LHOu       | 70 | 33               | 66               | 99               | 127              | 24               | 4 | 23                   | 27                   | 48                   |                      |                      |
| 2005-2006  | Penguins de WBS        | LAH        | 75 | 14               | 22               | 36               | 109              | 11               | 4 | 7                    | 11                   | 12                   |                      |                      |
| 2006-2007  | Penguins de WBS        | LAH        | 41 | 7                | 26               | 33               | 86               | 10               | 2 | 3                    | 5                    | 21                   |                      |                      |
| 2007-2008  | Penguins de WBS        | LAH        | 65 | 11               | 28               | 39               | 129              | 22               | 5 | 12                   | 17                   | 33                   |                      |                      |
| 2007-2008  | Penguins de Pittsburgh | LNH        | 6  | 0                | 1                | 1                | 5                | -                | - | -                    | -                    | -                    |                      |                      |
| 2008-2009  | Penguins de WBS        | LAH        | 38 | 9                | 19               | 28               | 53               | -                | - | -                    | -                    | -                    |                      |                      |
| 2008-2009  | Falcons de Springfield | LAH        | 29 | 8                | 20               | 28               | 64               | -                | - | -                    | -                    | -                    |                      |                      |
| 2008-2009  | Penguins de Pittsburgh | LNH        | 2  | 0                | 0                | 0                | 2                | -                | - | -                    | -                    | -                    |                      |                      |
| 2009-2010  | Oilers d'Edmonton      | LNH        | 27 | 0                | 6                | 6                | 48               | -                | - | -                    | -                    | -                    |                      |                      |
| 2008-2009  | Heat d'Abbotsford      | LAH        | 27 | 0                | 6                | 6                | 48               | -                | - | -                    | -                    | -                    |                      |                      |
| 2011-2012  | TPS                    | SM-liiga   | 25 | 6                | 4                | 10               | 99               | -                | - | -                    | -                    | -                    |                      |                      |
| 2011-2012  | Hambourg Freezers      | DEL        | 21 | 4                | 7                | 11               | 34               | 2                | 0 | 0                    | 0                    | 2                    |                      |                      |
| Totaux LNH | Totaux LNH             | Totaux LNH | 35 | 0                | 7                | 7                | 55               |                  |   |                      |                      |                      |                      |                      |

## Trophées et honneurs personnels
- Membre de l'équipe type de l'association de l'Est de la Ligue de hockey de l'Ouest en 2004-2005